# James Toseland
James Toseland (Sheffield, 5 de octubre de 1980) es un piloto inglés de motociclismo. Ha sido campeón del mundo de Superbikes en 2004 y 2007 con Ducati y Honda, respectivamente. También es conocido por ser músico y por tener una banda llamada "Crash".

## Carrera deportiva

### Inicios
Aunque se inició en el Off-Road pronto se pasó a los circuitos en la categoría de 125 cc en los campeonatos británicos y subiendo de categorías llegando a dominar algunas series como la de Honda CB500 a finales de los noventa. Pasó a pilotar en la categoría de Supersport y pasó al mundial de esta categoría.

### Superbikes
En 2000 pasó al campeonato británico de Superbikes consiguiendo buenos resultados. Esto le valió para darse a conocer y pasar en la temporada 2001 al campeonato mundial de Superbikes como compañero de Neil Hodgson aunque en temporadas pasadas no consiguió resultados muy destacados en 2002 finalizó el mundial en 7.ª posición.
En 2003 el equipo fue más competitivo y Toseland consiguió su primera victoria del mundial en el GP de Alemania de Superbikes y finalizó esa temporada en 3.ª posición.
Para la temporada 2004 Toseland cambió de marca y firmó con Ducati como segundo piloto y teniendo como compañero a Regis Laconi , con el cual se disputó el título que fue a parar a manos de Toseland logrando su primer título del mundo de Superbikes.
En 2005 con el regreso de Suzuki y Yamaha Toseland no pudo revalidar el título y finalizó en 5.ª posición al final. Para 2006 Toseland cambió de marca e ingreso en las filas de Honda en el equipo Ten Kate Racing reemplazando a Chris Vermeulen, en esa temporada finalizó como subcampeón por detrás de Troy Bayliss.
Repitió en 2007 con Honda desechando una oferta del equipo de Luis d´Antin para correr en MotoGP. Obtuvo ocho victorias y consiguió su segundo título mundial con tan solo dos puntos de diferencia del segundo clasificado, el japonés Noriyuki Haga.

### MotoGP
Para la temporada 2008 Toseland dio el salto a MotoGP a bordo de una Yamaha del equipo Tech 3 aunque se rumoreó que el equipo Ten Kate Racing daría el salto a MotoGP con Toseland como piloto, pero el equipo desmintió estos rumores.
Después de dos temporadas de resultados discretos, aunque casi siempre finalizando dentro de los puntos, abandonó MotoGP.

### Vuelta a Superbikes
Tras finalizar el año 2009, James volvió al Campeonato Mundial de Superbikes al equipo Yamaha Sterilgarda, donde no volvió a recuperar el nivel de la etapa anterior.
En 2011 corrió para el equipo BMW Motorrad Italia, pero una lesión en la muñeca le impidió participar con normalidad durante el campeonato.
Al finalizar la temporada, se retiró por una lesión de rodilla.

## Estadísticas de carrera

### Campeonato Mundial de Motociclismo

#### Carreras por temporada
| Año  | Categoría | Equipo | 1      | 2     | 3      | 4      | 5       | 6      | 7     | 8       | 9      | 10     | 11    | 12     | 13     | 14     | 15     | 16     | 17      | 18     | Ptos. | Pos. |
| ---- | --------- | ------ | ------ | ----- | ------ | ------ | ------- | ------ | ----- | ------- | ------ | ------ | ----- | ------ | ------ | ------ | ------ | ------ | ------- | ------ | ----- | ---- |
| 2008 | MotoGP    | Tech 3 | QAT 6  | ESP 6 | POR 7  | CHI 12 | FRA Ret | ITA 6  | CAT 6 | GBR 17  | NED 9  | ALE 11 | USA 9 | CZE 13 | RSM 6  | IND 18 | JAP 11 | AUS 6  | MAL Ret | VAL 11 | 105   | 11.º |
| 2009 | MotoGP    | Tech 3 | QAT 16 | JAP 9 | ESP 13 | FRA 9  | ITA 7   | CAT 13 | NED 6 | USA DSQ | ALE 10 | GBR 6  | CZE 9 | IND 6  | RSM 10 | POR 9  | AUS 14 | MAL 15 | VAL 12  |        | 92    | 14.º |

### Campeonato Mundial de Supersport

#### Carreras por temporada
| Año  | Moto  | 1     | 2     | 3      | 4     | 5      | 6      | 7       | 8     | 9       | 10      | 11     | Puntos | Posición |
| ---- | ----- | ----- | ----- | ------ | ----- | ------ | ------ | ------- | ----- | ------- | ------- | ------ | ------ | -------- |
| 1998 | Honda | GBR   | ITA   | ESP    | ALE   | SMR    | RSA 10 | USA Ret | EUR 8 | AUT 12  | NED Ret |        | 18     | 19.º     |
| 1999 | Honda | RSA 6 | GBR 8 | ESP 11 | ITA 9 | ALE 13 | SMR 13 | USA 11  | EUR 7 | AUT Ret | NED 7   | HOC 22 | 59     | 11.º     |

### Campeonato Mundial de Superbikes

#### Carreras por temporada
| Año  | Moto   | 1       | 1      | 2       | 2       | 3      | 3       | 4       | 4       | 5       | 5       | 6       | 6       | 7       | 7       | 8       | 8       | 9      | 9      | 10     | 10      | 11      | 11      | 12      | 12      | 13      | 13      | Ptos. | Pos. |
| Año  | Moto   | R1      | R2     | R1      | R2      | R1     | R2      | R1      | R2      | R1      | R2      | R1      | R2      | R1      | R2      | R1      | R2      | R1     | R2     | R1     | R2      | R1      | R2      | R1      | R2      | R1      | R2      | Ptos. | Pos. |
| ---- | ------ | ------- | ------ | ------- | ------- | ------ | ------- | ------- | ------- | ------- | ------- | ------- | ------- | ------- | ------- | ------- | ------- | ------ | ------ | ------ | ------- | ------- | ------- | ------- | ------- | ------- | ------- | ----- | ---- |
| 2001 | Ducati | ESP Ret | ESP 9  | RSA 14  | RSA Ret | AUS 14 | AUS C   | JAP 11  | JAP 16  | ITA Ret | ITA Ret | GBR 8   | GBR Ret | ALE Ret | ALE 17  | RSM 11  | RSM 8   | USA 10 | USA 7  | EUR 11 | EUR 6   | OSC 10  | OSC 12  | NED 10  | NED 8   | IMO Ret | IMO DNS | 91    | 13.º |
| 2002 | Ducati | ESP 12  | ESP 10 | AUS 8   | AUS 7   | RSA 6  | RSA 8   | JAP 9   | JAP 11  | ITA 5   | ITA Ret | GBR 10  | GBR 9   | ALE 7   | ALE 7   | RSM 8   | RSM Ret | USA 9  | USA 6  | BHA 9  | BHA Ret | OSC 6   | OSC 8   | NED 6   | NED 3   | IMO 6   | IMO 6   | 195   | 7.º  |
| 2003 | Ducati | ESP 4   | ESP 3  | AUS Ret | AUS 4   | JAP 3  | JAP 5   | ITA 4   | ITA 5   | ALE 3   | ALE 1   | GBR 2   | GBR 4   | RSM 2   | RSM Ret | USA 3   | USA Ret | BHA 6  | BHA 3  | NED 4  | NED Ret | IMO Ret | IMO Ret | FRA 5   | FRA 2   |         |         | 271   | 3.º  |
| 2004 | Ducati | ESP 1   | ESP 2  | AUS 3   | AUS Ret | RSM 10 | RSM 6   | ITA 2   | ITA 2   | ALE 2   | ALE 2   | GBR Ret | GBR 5   | USA 4   | USA 7   | BHA 2   | BHA Ret | NED 1  | NED 2  | ITA 3  | ITA 2   | FRA 1   | FRA 2   |         |         |         |         | 336   | 1.º  |
| 2005 | Ducati | QAT 6   | QAT 6  | AUS 14  | AUS Ret | ESP 8  | ESP 19  | ITA 3   | ITA 5   | EUR 3   | EUR 1   | RSM 4   | RSM 4   | CZE 2   | CZE 8   | BHA Ret | BHA 7   | NED 2  | NED 3  | ALE 4  | ALE 11  | IMO 4   | IMO C   | FRA 3   | FRA 6   |         |         | 254   | 4.º  |
| 2006 | Honda  | QAT 1   | QAT 4  | AUS 3   | AUS 2   | ESP 9  | ESP 11  | ITA Ret | ITA 5   | EUR 3   | EUR 3   | RSM 2   | RSM 8   | CZE 2   | CZE 5   | GBR 2   | GBR 5   | NED 10 | NED 9  | ALE 9  | ALE 1   | IMO 2   | IMO 5   | FRA 1   | FRA 3   |         |         | 336   | 2.º  |
| 2007 | Honda  | QAT 2   | QAT 1  | AUS 2   | AUS 1   | EUR 1  | EUR Ret | ESP 5   | ESP 1   | NED 1   | NED 2   | MON 4   | MON 2   | GBR 8   | GBR C   | RSM 4   | RSM 6   | CZE 1  | CZE 2  | BHA 1  | BHA 1   | ALE 9   | ALE 4   | ITA 3   | ITA 11  | FRA 7   | FRA 6   | 415   | 1.º  |
| 2010 | Yamaha | AUS Ret | AUS 10 | POR 7   | POR 6   | ESP 3  | ESP 7   | NED 2   | NED 3   | ITA 2   | ITA Ret | RSA 7   | RSA 6   | USA 9   | USA Ret | RSM 10  | RSM Ret | CZE 7  | CZE 4  | GBR 8  | GBR 5   | ALE Ret | ALE 8   | IMO Ret | IMO Ret | FRA Ret | FRA Ret | 187   | 9.º  |
| 2011 | BMW    | AUS 17  | AUS 14 | GBR     | GBR     | NED    | NED     | ITA DNS | ITA DNS | USA 15  | USA DNS | SMR     | SMR     | ESP     | ESP     | CZE WD  | CZE WD  | SIL 12 | SIL 13 | ALE 13 | ALE Ret | IMO     | IMO     | FRA     | FRA     | POR     | POR     | 13    | 22.º |

## Imágenes destacadas
|                                                                     |
| Con los colores del Ten Kate Racing en el Circuito de Assen en 2007 |

|                                                                                     |
| Pretemporada de 2008 en el Circuito de Jerez con la Yamaha YZR-M1 del equipo Tech 3 |